# Miraglossum
Miraglossum es un género de fanerógamas de la familia Apocynaceae. Contiene siete especies. Es originario del sur de África.

## Descripción
Es una planta herbácea  erecta que alcanza los 10-60 cm de altura, ramificada, con látex blanco, la raíz de tubérculos. Las hojas son alternas o opuestas y verticiladas (en la inflorescencia), subsésiles; hojas herbáceas de 2-5 cm de largo y 0.1-1 cm de ancho, lineales o triangular deltadas, basalmente truncadas u obtusas, el ápice agudo.
Las inflorescencias son terminales o extra-axilares, solitarias, más cortas que las hojas adyacentes, con 2-9 flores, simples,  sésiles; lineales.

## Distribución y hábitat
Es originario de África. Se encuentra en Sudáfrica en los pastizales y laderas pedregosas, a una altitud de  600-2,400 metros.

## Taxonomía
El género fue descrito por Frances Kristina Kupicha y publicado en Kew Bulletin 38(4): 625. 1984.

## Especies
- Miraglossum anomalum (N.E.Br.) Kupicha
- Miraglossum davyi (N.E.Br.) Kupicha
- Miraglossum laeve Kupicha
- Miraglossum pilosum (Schltr.) Kupicha
- Miraglossum pulchellum (Schltr.) Kupicha
- Miraglossum superbum Kupicha
- Miraglossum verticillare (Schltr.) Kupicha